# Обличчя (фільм, 1958)
«Обличчя» (швед. Ansiktet) — художній фільм 1958 року шведського режисера Інгмара Бергмана.

## Сюжет
Дія фільму відбувається в 1840-х роках. У напрямку до Стокгольму їде карета; в ній їдуть відомий маг і гіпнотизер доктор Альберт Еммануель Фоглер (Макс фон Сюдов), дівчина Манда Фоглер, переодягнена у чоловіка (Інгрід Тулін) і баба-ворожка. При в'їзді в місто всю трупу несподівано затримують, звинувачуючи в шарлатанстві. Але вже на наступний день Фоглеру наказано влаштувати виставу в будинку консула Егермана (Ерланд Юзефсон)…
Переживши принизливий допит з боку офіційних осіб, Фоглер змушує їх відчути свою нікчемність.

## У ролях
- Макс фон Сюдов — Альберт Емануель Фоглер
- Інгрід Тулін — Манда Фоглер/містер Аман
- Гуннар Бьернстранд — доктор Вергерус
- Найму Вифстранд — бабуся Фоглер
- Бенгт Экерут — Юхан Спегель
- Бібі Андерсон — Сара
- Гертруд Фрід — Оттілія Егерман
- Ларс Екбург — Сімсон
- Ерланд Юсефсон — консул Егерман
- Оці Фрідель — Тюбал
- Тойво Павло — поліцейський комісар Старбек
- Сіф Рууд — Софія Гарп
- Оскар Люнд — Антонссон

## Нагороди та номінації

### Нагороди
- 1959 — Венеціанський кінофестиваль
  - Спеціальний приз журі — Інгмар Бергман

### Номінації
- 1959 — Венеціанський кінофестиваль
  - Золотий лев — Інгмар Бергман
- 1960 — Премія BAFTA
  - Кращий фільм